# Schillonie Calvert
Schillonie Calvert-Powell  (ur. 27 lipca 1988 w Saint James) – jamajska sprinterka.
Calvert biegła w eliminacjach jamajskiej sztafety 4 × 100 m podczas igrzysk olimpijskich w Londynie (2012), która w finale zdobyła srebrny medal. Złota medalistka mistrzostw świata w Moskwie w biegu rozstawnym (2013).

## Osiągnięcia
- srebrny medal igrzysk olimpijskich w sztafecie 4 × 100 metrów (Londyn 2012)
- złoto mistrzostw świata w sztafecie 4 × 100 metrów (Moskwa 2013)
- brązowy medal mistrzostw świata juniorów młodszych w biegu na 100 metrów (Marrakesz 2005)
- brązowy medal mistrzostw świata juniorów w sztafecie 4 × 100 metrów (Pekin 2006)
- złoty i srebrny medal IAAF World Relays w sztafecie 4 × 100 metrów (Nassau 2014, 2015)
- złoty medal igrzysk Wspólnoty Narodów w sztafecie 4 × 100 metrów (Glasgow 2014)
- srebrny medal igrzysk panamerykańskich w sztafecie 4 × 100 metrów (Toronto 2015)
- złoty i srebrny medal młodzieżowych mistrzostw NACAC (Toluca 2008)
- trzy złote medale mistrzostw Ameryki Środkowej i Karaibów juniorów (Port-of-Spain 2006)
- jeden srebrny i dwa brązowe medale mistrzostw panamerykańskich juniorów (São Paulo 2007)
- pięć złotych i dwa srebrne medale CARIFTA Games (Hamilton 2004, Les Abymes 2006, Providenciales 2007)
- medalistka mistrzostw Jamajki

## Rekordy życiowe
- Bieg na 100 metrów – 10,94 (4 czerwca 2017, Phoenix)
- Bieg na 200 metrów – 22,55 (13 września 2011, Zagrzeb)